# Занстра (лунный кратер)
Кратер Занстра (лат. Zanstra) — крупный ударный кратер в экваториальной области обратной стороны Луны. Название присвоено в честь нидерландского астронома Германа Занстра (1894—1972) и утверждено Международным астрономическим союзом в 1973 г. 

## Описание кратера

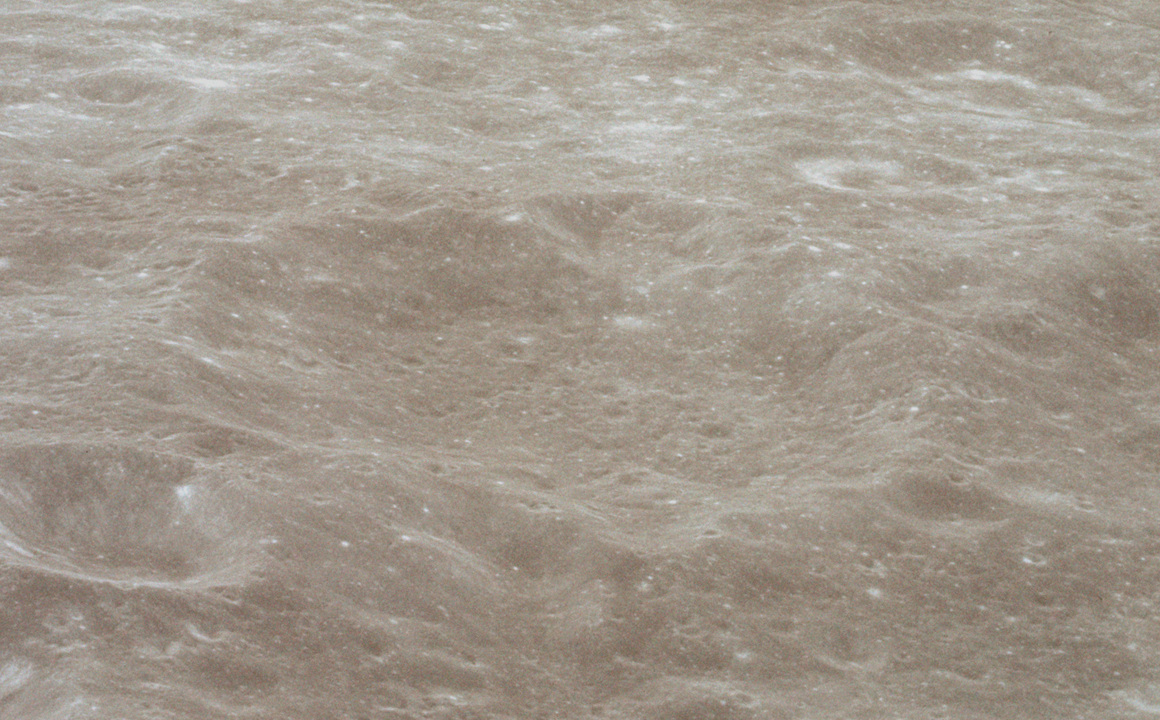
Снимок с борта Аполлона-17.

Ближайшими соседями кратера являются кратеры Кинг и Ибн Фирнас на северо-западе; кратер Морозов на северо-востоке; кратер Грегори на юго-востоке и кратер Содди на юго-западе. На юго-востоке от кратера находится цепочка кратеров Грегори. От северо-западной части вала кратера Занстра на север отходит безымянная цепочка кратеров. Селенографические координаты центра кратера 2°56′ с. ш. 124°41′ в. д. / 2,93° с. ш. 124,69° в. д., диаметр 39,5 км, глубина 2,2 км.
Кратер Занстра значительно разрушен и имеет полигональную форму. Вал сглажен и трудно различим, северо-западная часть вала перекрыта небольшим кратером. Высота вала над окружающей местностью достигает 1050 м , объем кратера составляет приблизительно 1 300 куб.км.  Дно чаши сравнительно ровное, испещрено множеством крохотных кратеров.

## Сателлитные кратеры
| Занстра | Координаты                                            | Диаметр, км |
| ------- | ----------------------------------------------------- | ----------- |
| A       | 4°40′ с. ш. 125°17′ в. д. / 4,66° с. ш. 125,28° в. д. | 34,8        |
| K       | 1°31′ с. ш. 125°34′ в. д. / 1,51° с. ш. 125,57° в. д. | 20,9        |
| M       | 1°14′ с. ш. 124°51′ в. д. / 1,24° с. ш. 124,85° в. д. | 22,1        |

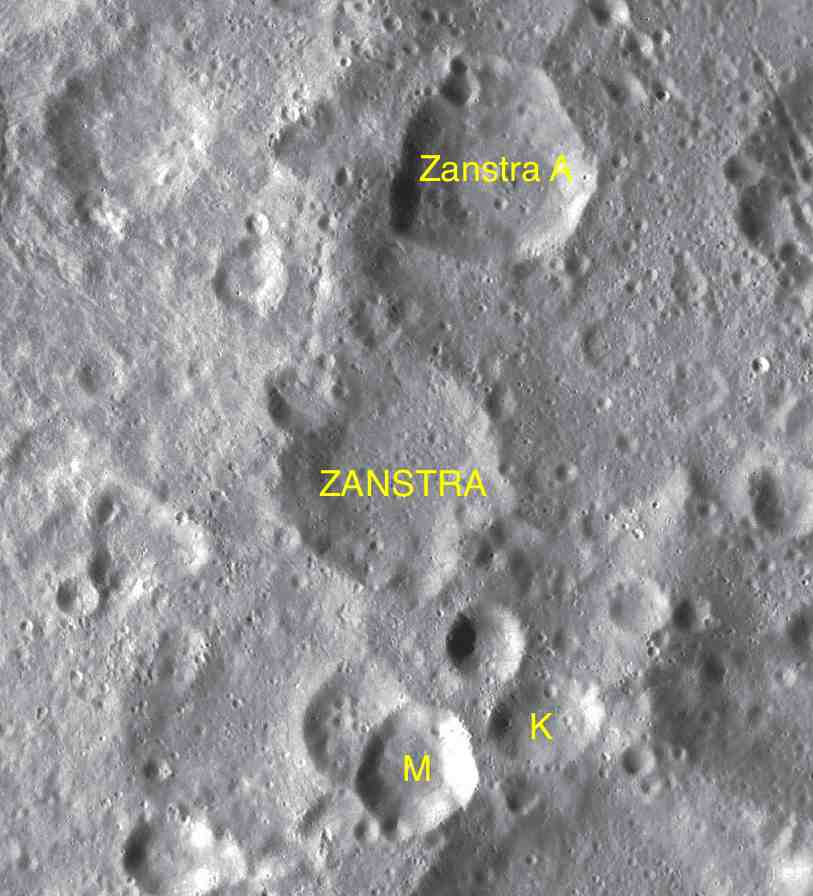
Фрагмент карты LAC-65.

- Образование сателлитного кратера Занстра A относится к нектарскому периоду[3].

## Галерея

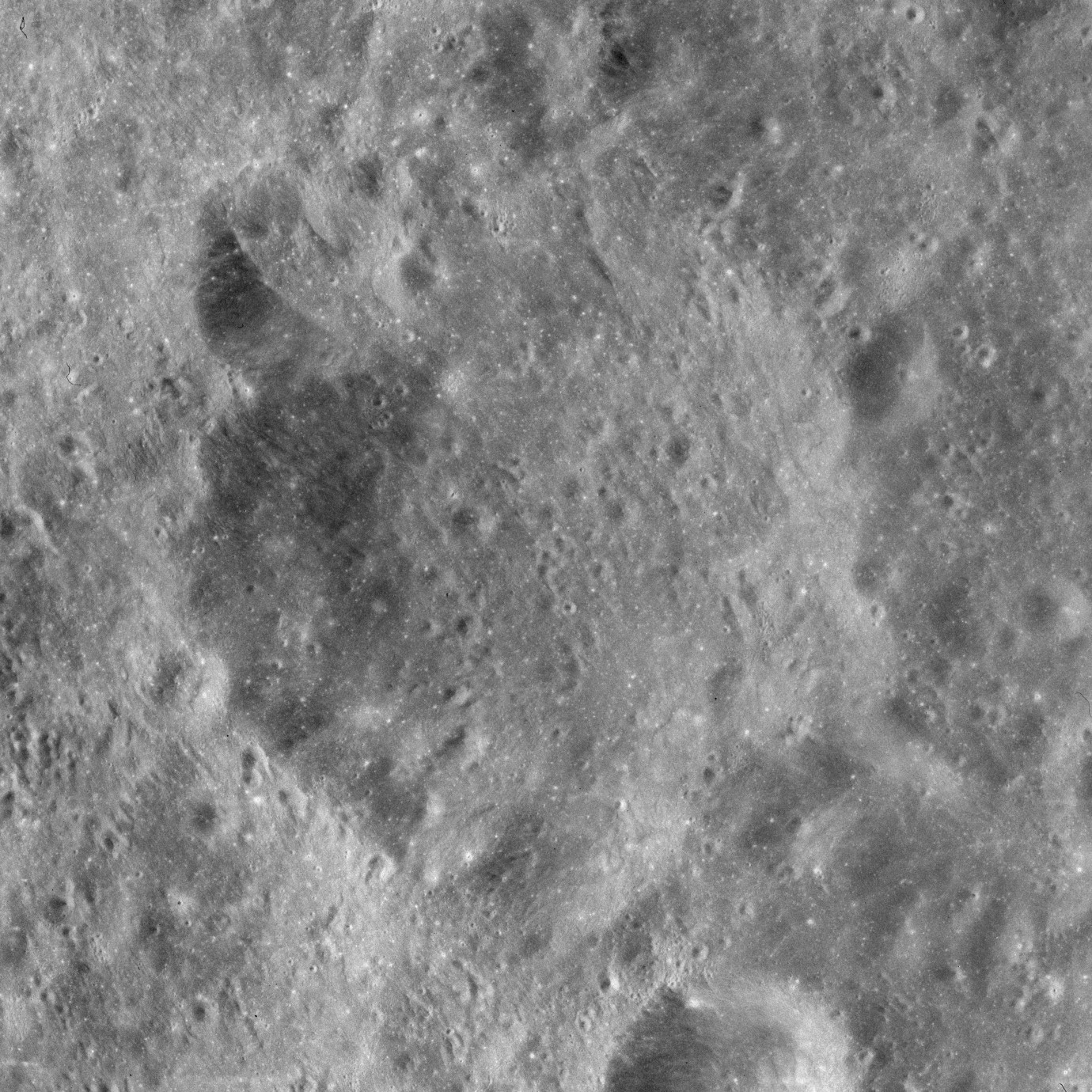
Снимок кратера с борта Аполлона-16.

## См.также
- Список кратеров на Луне
- Лунный кратер
- Морфологический каталог кратеров Луны
- Планетная номенклатура
- Селенография
- Минералогия Луны
- Геология Луны
- Поздняя тяжёлая бомбардировка